# سنگ‌نوشته فرانسوی‌ها در اوسون
در مسیر کوهنوردی قله توچال از مسیر دربند و دره اوسون قبل از رسیدن به شیرپلا و بر سر راه رودخانه دربند، منطقه ای معروف به قبر اروس کتیبه ای مربوط به قرن ۱۸ میلادی به زبان فرانسوی قرار دارد.
همزمان با شیوع وبا در تهران به سال ۱۲۲۵ خورشیدی (۱۸۴۶ میلادی) سفیر فرانسه در ایران کنت دوسارتیژ به همراه چند تن از همراهان از جمله ژنرال بارتلمی سمینو برای در امان ماندن از گزند بیماری به دامنه‌های البرز در کنار رودخانه دربند می‌روند و مدتی را در آنجا اردو می‌زنند. بنا به دستور کنت دوسارتیژ این نوشته به یادگار بر روی این سنگ حک می‌شود.

## متن سنگ‌نوشته
هنگام وبا کنت دوسارتیژ و فرانسویان مقیم تهران در این دره سنگلاخ و کنار چشمه های پرجوش و خروش دور از بلا اردو زدند 20 اوت 1840. ژنرال بارتلمی سمینو / ژ.پ.فریه صاحب منصب سوار / ه.ویدال / ب.نیکلا / د.ژاکه

### متن فرانسوی
- بند 1 - AU TEMPS DU CHOLÉRA LE COMTE DE SARTIGES
- بند 2 - ET LES FRANÇAIS DE TÉHÉRAN
- بند 3 - DANS CE RAVIN PIERREUX AU BORD DES SOURCES VIVES
- بند 4 - AUDESSUS DU FLÉAU ONT ÉTABLI LEUR CAMP
- بند 5 - 20 AOÛT 1846
- بند 6 - LE GÉNÉRAL BARTH. SEMINO
- بند 7 - J. P FERRIER OFFICIER DE CAVALRIE.
- بند 8 - H. VIDAL J. D. NICOLAS
- بند 9 - D.r JAQUET

### متن فارسی
- بند ۱ - هنگام وبا کنت دوسارتیژ
- بند ۲ - و فرانسویان مقیم تهران
- بند ۳ - در این دره سنگلاخ و کنار چشمه‌های پُرجوش و خروش
- بند ۴ - دور از بلا اردو زدند
- بند ۵ - ۲۰اوت ۱۸۴۰
- بند ۶ - ژنرال بارتلمی سمینو
- بند ۷ - ژ. پ. فریه صاحب منصب سوار
- بند ۸ - ه. ویدال ب. نیکلا
- بند ۹ - د. ژاکه

## نگارخانه

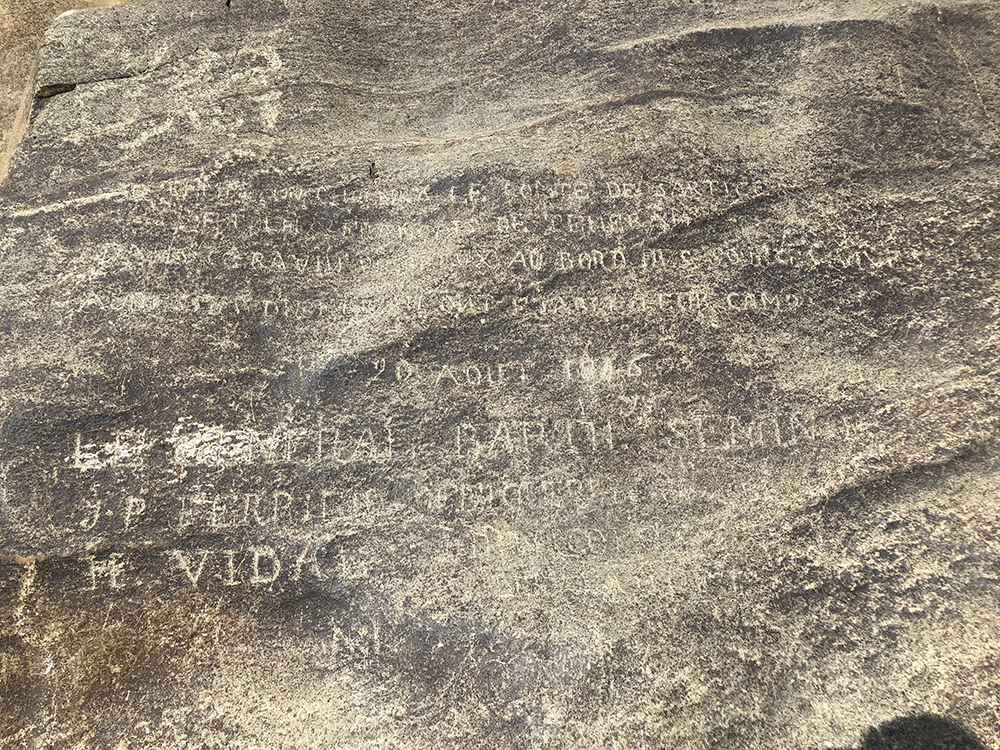
متن حک شده روی سنگ
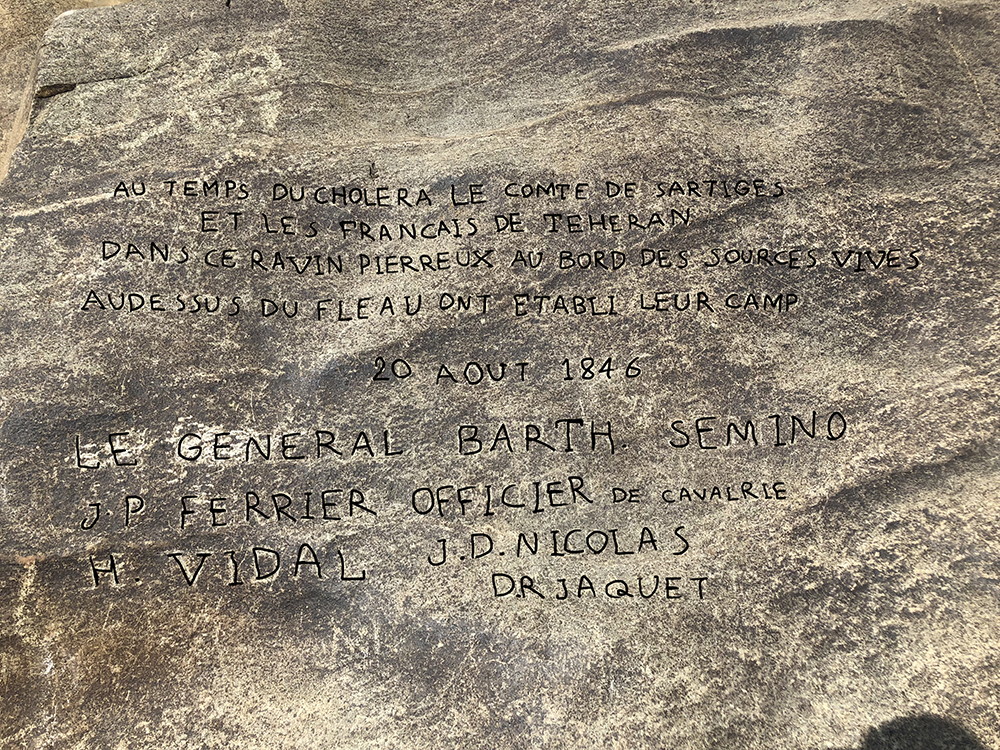
با توجه به صدمات وارد شده به کتیبه در اینجا اقدام به بازسازی نوشته‌های سنگ به وسیله کامپیوتر شده
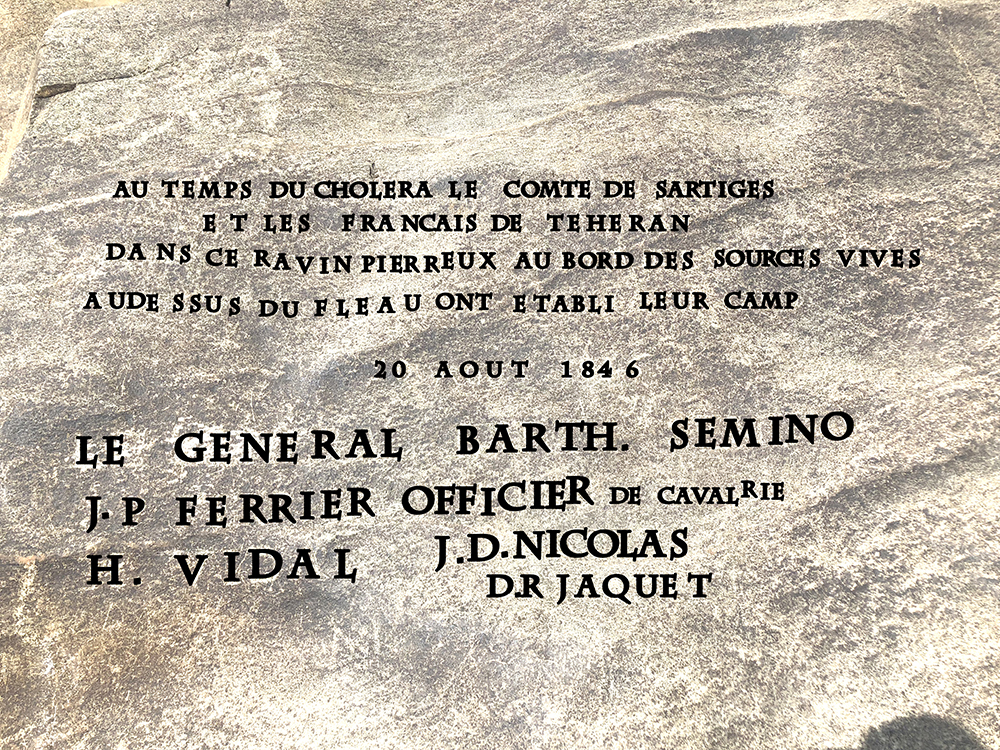
بازسازی شده با فونت لاتین
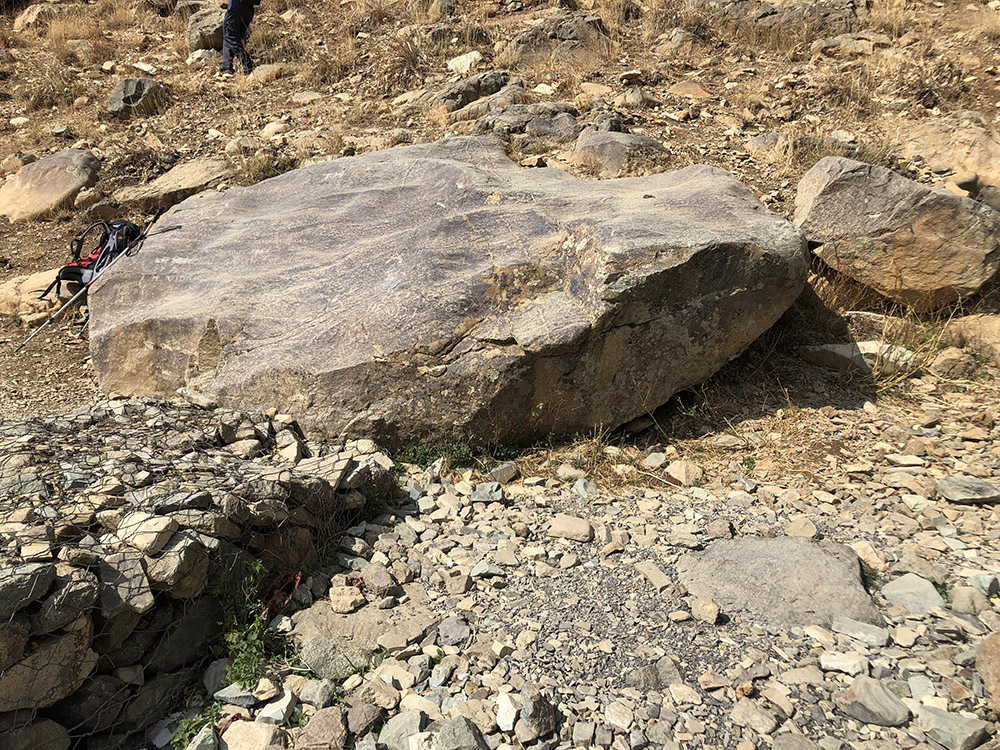
عکس از فاصله ۵ متری
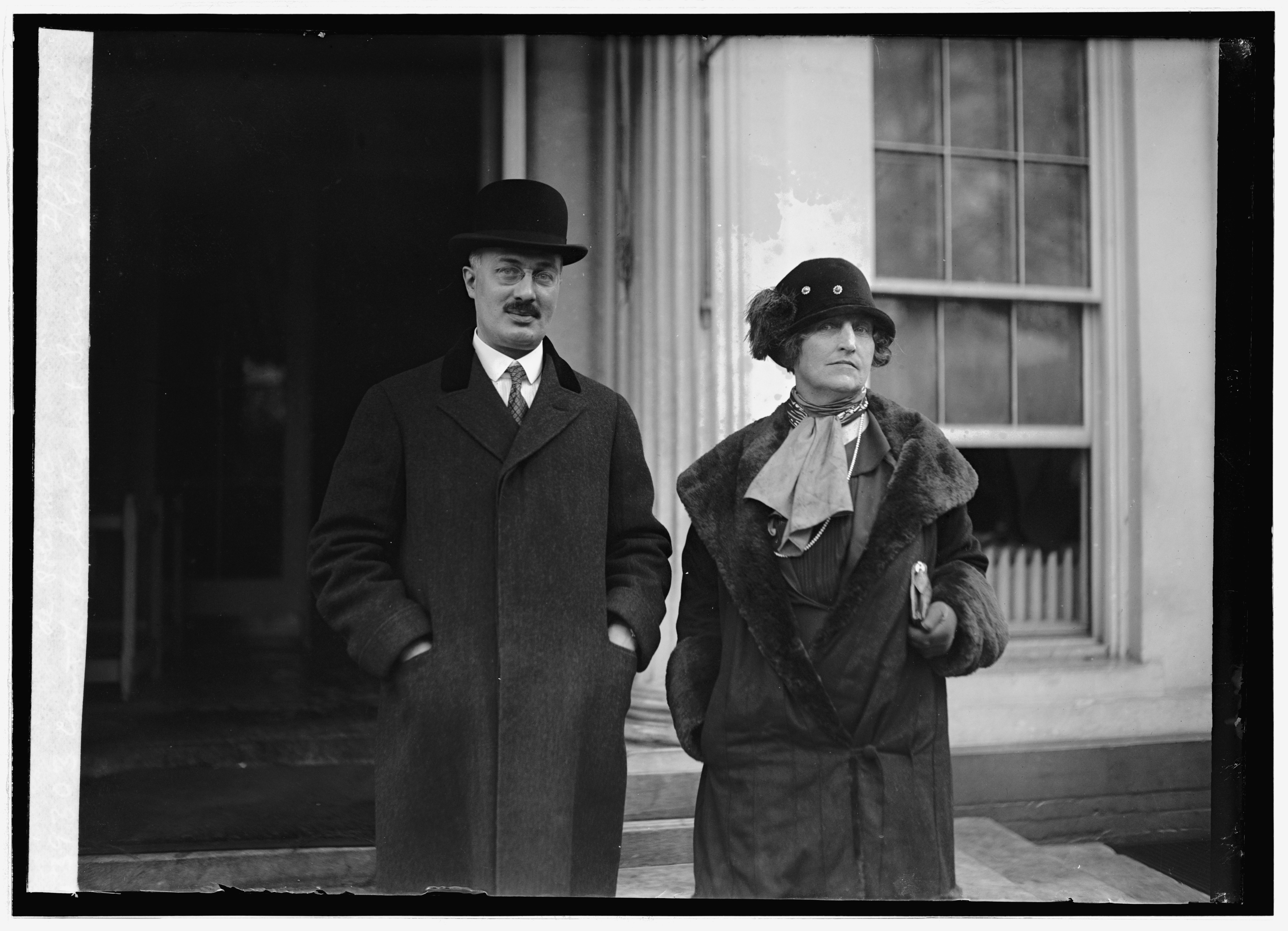
کنت دوسارتیژ و شاهزاده خانم ادموند د پلی یانک